# Puig d'en Ferriol
|  | No s'ha de confondre amb Puig Ferriol. |

El Puig d'en Ferriol és una muntanya de 75 metres que es troba al municipi de Ventalló, a la comarca catalana de l'Alt Empordà.